# Straßenbahn Sète

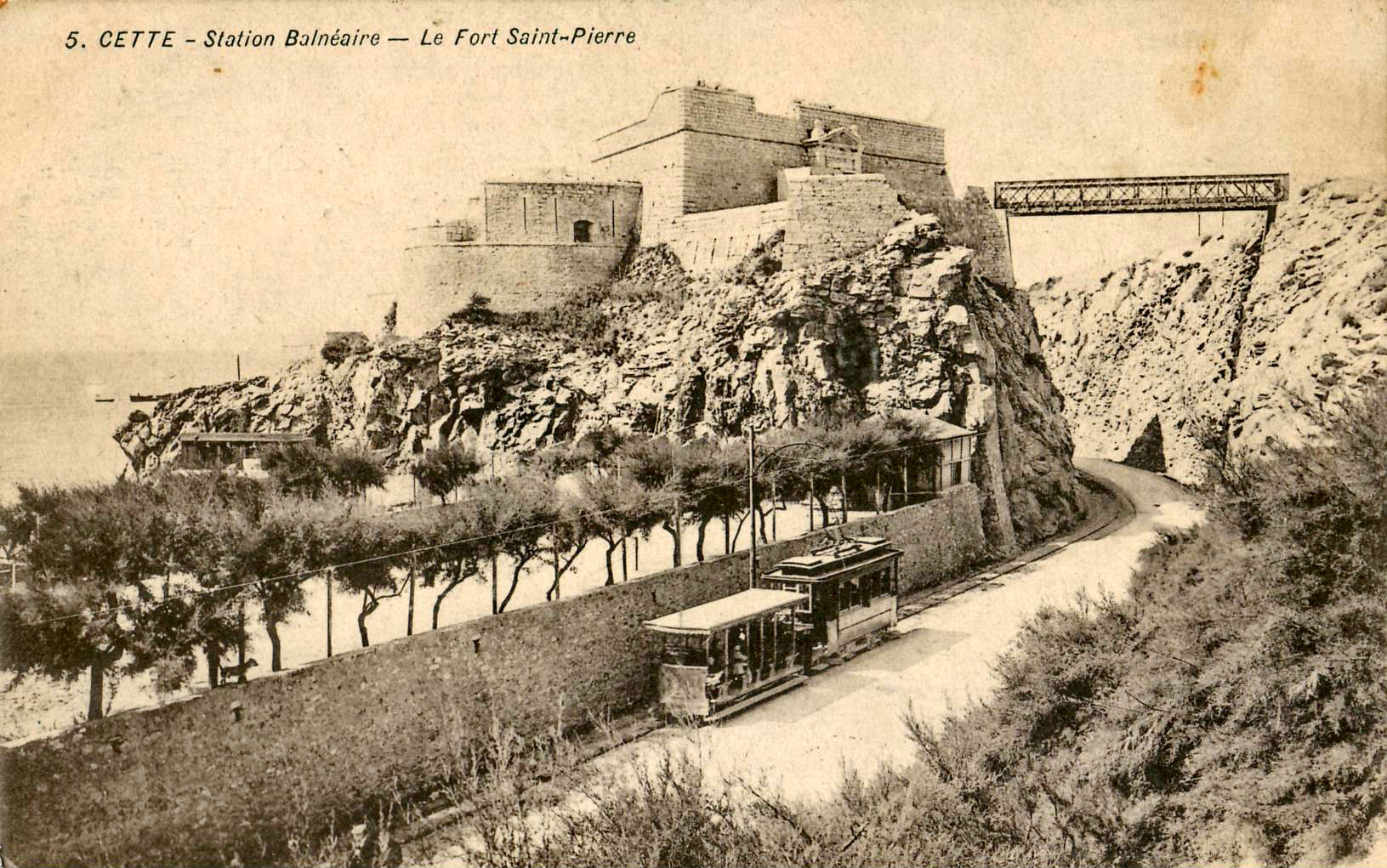
Triebwagen mit offenem Beiwagen am Fort Saint-Pierre

Die Straßenbahn Sète wurde von der Compagnie des Tramways de Cette (CTC)
betrieben. Sie war ein Tochterunternehmen der Firma Omnium Lyonnais de Chemins de fer et Tramways.

## Geschichte
Die Hafenstadt Sète, die bis 1928 offiziell Cette hieß, liegt an der Küste des Mittelmeeres im Département Hérault in der Region Okzitanien. Hier eröffnete die CTC am 23. Januar 1901, als die Stadt rund 33.000 Einwohner zählte, eine elektrische Straßenbahn.
Neben einer Hauptachse, die von Nord nach Süd am Canal de Cette entlangführte, gab es noch Zweigstrecken, u. a. zum Bahnhof, an dem sich die großen Eisenbahngesellschaften Midi und PLM trafen.

## Netz
Das meterspurige Netz umfasste insgesamt vier Linien und erreichte eine Länge von 8,6 Kilometern:
- 1. Bahnhof–Mole St. Louis (2,1 km)
- 2. Les Halles–La Peyrade (3,4 km)
- 3. Börse–Kasernen – ab 1904 bis Métairie – (2 km)
- 4. Mole St. Louis–Corniche (1,7 km)

Das Netz wurde mit 600 V Gleichstrom betrieben, das Kraftwerk und der Betriebshof befanden sich an der Endstelle La Peyrade. Für den Verkehr standen 13 zweiachsige Triebwagen und 7 Beiwagen zur Verfügung.
Da die Stadt vom Meer und Kanälen umgeben ist, enthielt das Streckennetz Drehbrücken. Dies erschwerte die Betriebsführung erheblich. Auch aus diesem Grund legte man den Verkehr der Straßenbahn im Dezember 1933 still.